# シャルレス・ファビアン・フィゲイレド・サントス
シャルレス（Charles）こと、シャルレス・ファビアン・フィゲイレド・サントス（Charles Fabian Figueiredo Santos、1968年4月12日 - ）は、ブラジル出身の元同国代表サッカー選手。ポジションはFW。
ブラジルリーグ得点王に輝いた。ブラジル国内では、他の選手と区別するため、シャルレス・バイアーノと呼ばれる。

## 経歴
1989年、コパ・アメリカ1989にサプライズ招集され、優勝に貢献。その余勢を駆って1990年には得点王を受賞。1994年にアルゼンチンのボカ・ジュニアーズに入団したが、半年で母国復帰。以降は国内の中小クラブを転々とした後、引退した。

## 獲得タイトル
- カンピオナート・バイアーノ：1987、1988、1991
- カンピオナート・ガウショ：1988
- コパ・アメリカ：1989